# 張麗卿
 張麗卿（1964年11月4日—），臺中人，前臺灣女子籃球運動員，場上位置為後衛，1977年從石崗國小畢業就加入了國泰女籃，1992年高掛球衣在黎明工專任教。

## 外部連結
- 張麗卿在archive.fiba.com（archived）（英语）